# Fujian (Taiwan)
Fujian är en av Republiken Kinas (Taiwan) två provinser, belägen vid Kinas östkust. Den består av ett tjugotal öar, inklusive Kinmen, Matsu och Wuqiu. Fujian-provinsens övriga öar och fastland styrs av Folkrepubliken Kina, men båda regeringarna gör anspråk på hela området.
Provinsen har en area på 182,66 km² och en befolkning på 71 000 (2001). 